# Harvey Glance
Harvey Glance (Phenix City, Alabama, Estados Unidos, 28 de marzo de 1957-Mesa, Arizona, 12 de junio de 2023) fue un atleta estadounidense, especializado en la prueba de 4 x 100 m en la que llegó a ser campeón mundial en 1987 y campeón en los Juegos Olímpicos de Montreal 1976.

## Carrera deportiva
En Montreal 1976 ganó el oro en 4 x 100 metros, quedando por delante de Alemania del Este y la Unión Soviética.
En el Mundial de Roma 1987 volvió a ganar la medalla de oro en los relevos 4 x 100 metros, con un tiempo de 37.90 segundos, llegando a la meta por delante de Reino Unido (plata) y Jamaica (bronce), siendo sus compañeros de equipo: Lee McNeill, Lee McRae y Carl Lewis.